# Conde Vertigo
Conde Vertigo (Count Vertigo, em inglês) é um personagem fictício criado por Gerry Conway, Trevor Von Eeden e Vince Colletta como um inimigo da Canário Negro e, posteriormente, do Arqueiro Verde no Universo DC Comics. Aparecendo pela primeira vez em World's Finest Comics #251 (Julho de 1978), Conde Vertigo é o último descendente da família real que governou o pequeno país do leste europeu de Vlatava que foi tomado pelos soviéticos e, posteriormente, tornou-se devastado por Espectro.

## Poderes e habilidades
Criado em uma família nobre, Vertigo foi treinado em combate marcial clássico e os esportes de boxe, esgrima e hipismo. Ele também foi treinado no judô e karatê. Seu "Efeito Vertigo" é usado para desorientar seus inimigos.

## Em outras mídias

### Televisão
- Na série de TV, Arrow, houve duas versões do Conde Vertigo, interpretadas por Seth Gabel e Peter Stormare, respectivamente. Ele aparece no episódio "Vertigem" em The Batman.  Ele aparece no episódio "Fora de Controle" em Batman A Série Animada.  Ele é um dos vilões no curta, DC Showcase Arqueiro Verde.  Ele aparece em Justiça Jovem.